# B. Darvill's Wild West Show
B. Darvill's Wild West Show è il primo album solista di Son of Dave (la one man band di Benjamin Darvill) inciso nel 1999.

## Tracce
1. Intro
2. Only The Strong Survive
3. Give It Up Old Joe
4. In Love With The Future
5. Bad As Can Be
6. You Makum' Fun Of Me
7. Another Pretty Love Song
8. Back From The USA
9. Lie Down In A Canyon
10. Satan B. Gone